# Meconopsis sinomaculata
Meconopsis sinomaculata là một loài thực vật có hoa trong họ Anh túc. Loài này được Grey-Wilson mô tả khoa học đầu tiên năm 2002.